# John Machethe Muiruri
John Machethe Muiruri (10 de outubro de 1979) é um ex-futebolista profissional queniano que atuava como meia.

## Carreira
John Machethe Muiruri representou o elenco da Seleção Queniana de Futebol no Campeonato Africano das Nações de 2004.